# Moanin' in the Moonlight
Moanin' in the Moonlight — дебютний альбом американського блюзового музиканта Гауліна Вулфа, що вийшов на лейблі Chess Records в 1959 році. 

## Про альбом
Є збіркою синглів, записаних в період з 1951 по 1959 роки. Альбом неодноразово перевидавався, зокрема вийшов на Chess у жовтні 1969 року під назвою Evil в серії «Chess Vintage Series».
У 2003 році альбом посів 153-є місце у списку 500 найкращих альбомів усіх часів за версією журналу Rolling Stone. 2014 року альбом був включений до Зали слави блюзу.

## Список композицій
1. «Moanin' at Midnight» (Честер Бернетт, Жюль Тоб) — 2:58
2. «How Many More Years» (Честер Бернетт) — 2:42
3. «Smokestack Lightning» (Честер Бернетт) — 3:07
4. «Baby How Long» (Честер Бернетт) — 2:56
5. «No Place to Go» (Честер Бернетт) — 2:59
6. «All Night Boogie» (Честер Бернетт) — 2:12
7. «Evil» (Віллі Діксон, Честер Бернетт) — 2:55
8. «I'm Leavin' You» (Честер Бернетт) — 3:01
9. «Moanin' for My Baby» (Честер Бернетт) — 2:47
10. «I Asked for Water (She Gave Me Gasoline)» (Честер Бернетт) — 2:53
11. «Forty-Four» (Честер Бернетт) — 2:51
12. «Somebody in My Home» (Честер Бернетт) — 2:27

## Учасники запису
- Гаулін Вулф — гітара, гармоніка, вокал
- Віллі Джонсон — гітара
- Г'юберт Самлін — гітара
- Джиммі Роджерс — гітара
- Джонні Джонс — гітара
- Джоді Вільямс — гітара
- Лі Купер — гітара
- Л. Д. Макґі — гітара
- Отіс Смокі Самзерс — гітара
- Віллі Діксон — бас
- Айк Тернер — фортепіано
- Хозі Лі Кеннард — фортепіано
- Отіс Спенн — фортепіано
- Генрі Грей — фортепіано
- Адольф Докінс — тенор саксофон
- Ейб Лок — тенор саксофон
- Сем Лей — ударні
- Віллі Стіл — ударні
- Ерл Філліпс — ударні
- Фред Білоу — ударні
- С. П. Лірі — ударні